# Gebhardsweiler (Tettnang)
Gebhardsweiler ist ein Weiler in der Gemeinde Tettnang am Bodensee, der zur Ortschaft Tannau gehört. Neuzeitlich in der Gemeinde Tannau auch als das Rädlertal bestens bekannt, da die Mühle ab 1900 von der Familie Rädler bewirtschaftet wurde.

## Geografie
Der kleine Weiler im Tettnanger Oberland unterhalb des Kreuzweiher, und am gleichnamigen Kreuzweiherbach gelegen, besteht aus 10 Anwesen. Hervorgegangen ist der Weiler aus 2 Hofstellen und einer ehemaligen Senf- und Knochenmühle.

## Gewerbe
Ab 1858 betrieb der Müller Wilhelm Sauter die Mühle in Gebhardsweiler als Ölmühle, bis sie 1909 aufgelöst wurde. Bis in die heutige Zeit betreiben die Nachfolger ein Kleinstwasserkraftwerk.

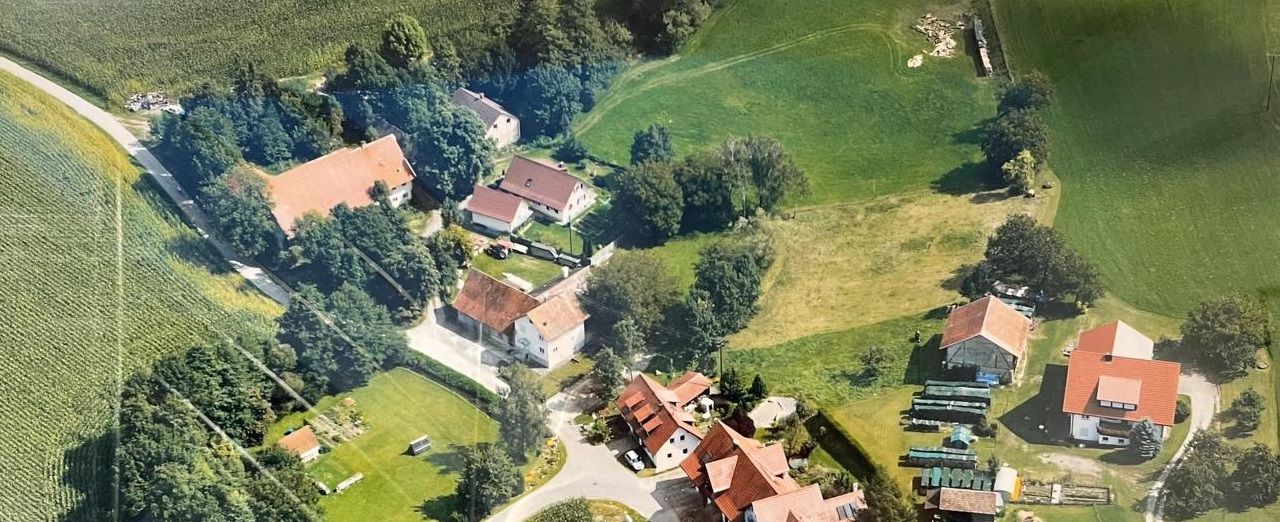
Drohnenbild Gebhardweiler um 2014

## Geschichte
Der Ort mit 27 Parzellen gehörte zur einstigen Gemeinde Tannau, die in der Beschreibung des Oberamtes Tettnang von 1838 unvorteilhaft dargestellt wurden:
- Unsittlichkeit:...Das Verhältnis  der unehelichen Geburten zu den ehelichen gehört zu den stärksten im Bezirk, es war von 18 26/35 wie 1:3 8/190. Durch die schlechte Angehörige wurden die Gemeinde=Einwohner in einen sehr üblen Ruf gebracht... . Besonderen Augenmerk erzielt dabei Gebhardsweiler. Die Anzahl erfolgreich geführter historischer Gerichtsprozesse um ausstehende Kindesunterhalte belegen die Ausführungen der Beschreibung des Oberamts Tettnang.[2][3][4]
- Illegalität: ...Es hatte sich nämlich ums Jahr 1814 eine Mordbrenner=Bande gebildet, welche ihre Verzweigungen auch außerhalb des Gemeindebezirks hatte und sehr angesehene und vermögende Bürger unter ihre Mitglieder zählte. Das Haupt der Bande war Michael Betzle, von Alberweiler, Gemeinde Tannau, der 1816 auch auf dem Schaffot endigte.....[5]